# Potentilla daghestanica
Potentilla daghestanica är en rosväxtart som beskrevs av J. Soják. Potentilla daghestanica ingår i Fingerörtssläktet som ingår i familjen rosväxter. Inga underarter finns listade i Catalogue of Life.